# Silvretta (Schiff)
Das Motorboot Silvretta, ein Passagierschiff auf dem Silvretta-Stausee, wurde auf Europas höchstgelegener Schifffahrtslinie eingesetzt. Der Silvretta-Stausee auf der Bielerhöhe gehört zu Partenen, einem Ortsteil der Gemeinde Gaschurn im Bezirk Bludenz im österreichischen Bundesland Vorarlberg.

## Motorbootbetrieb

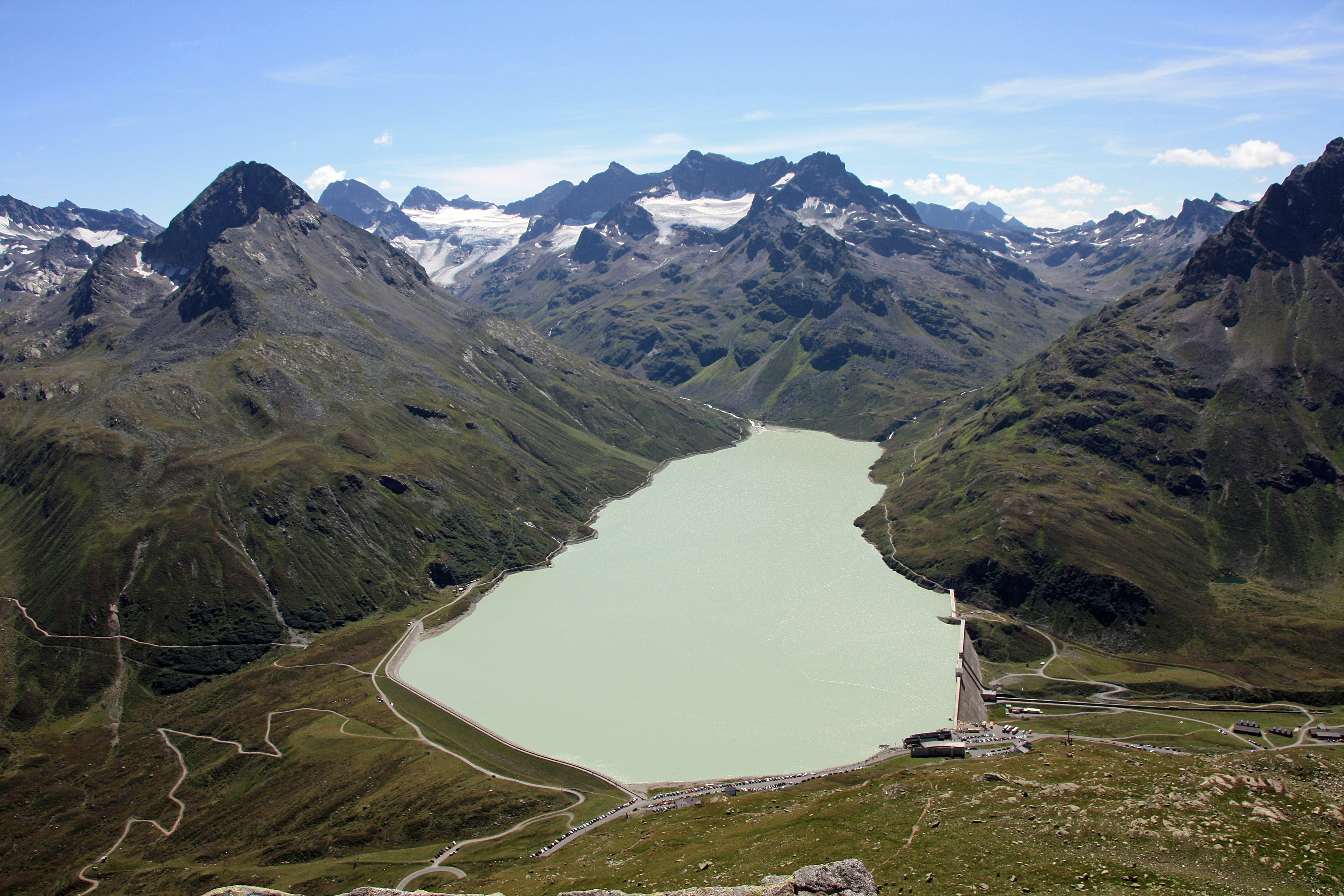
Der Silvretta-Stausee

Das Motorboot wurde im Jahr 1962 von der Molenaar-Werft in Zaandam/Amsterdam im Auftrag der Vorarlberger Illwerke gebaut und im Frühsommer 1963 mittels Lastkraftwagen ausgeliefert. Es wurde 1963 unter österreichischer Flagge auf dem Silvretta-Stausee in Dienst gestellt und erhielt bei der Schiffstaufe den Schiffsnamen Silvretta nach der Silvretta, einer Gebirgsgruppe in den Zentralalpen der Ostalpen.
Es ersetzte dabei die Brigantia, das erste Motorboot auf dem Silvretta-Stausee. Die Brigantia wurde 1912 in der Werft Friedrich Lürssen, Aumund-Vegesack bei Bremen gebaut. Der Vierzylinder-Viertakt-Ottomotor von Ford hatte eine Motorleistung von 50 PS (37 kW). Das 11,10 Meter lange Schiff hatte eine Tragfähigkeit von zwei Tonnen und konnte 25 Personen transportieren. Schiffseigner war ebenfalls die Vorarlberger Illwerke AG. Dieses Holzschiff aus Mahagoni, dessen Vorschiff gedeckt und das achtern offen war, fuhr von 1950 bis 1955 auf dem Bodensee und 1956 bis 1963 auf dem Silvretta-Stausee.
Seit diesem Zeitpunkt verkehrte die Silvretta, die das Aussehen eines holländischen Grachtenbootes hat, im Sommerhalbjahr von Ende Juni bis Anfang Oktober (dies war jedoch wetterabhängig) auf dem Stausee mit einem Stauziel von 2030 m ü. A. Das Motorboot war somit das einzige in Europa, das auf über 2.000 Metern Seehöhe für eine kommerzielle Linienschifffahrt verwendet wurde. Es wurden Rund- und Übersetzungsfahrten durchgeführt. Seit 1963 wurden rund 700.000 Besucher mit dem Boot gefahren.
Da die Seefläche bis zur Inbetriebnahme des Obervermuntwerks II 2019 im Winterhalbjahr vollständig zufror, wurde das Boot jeweils nach Saisonende aus dem Stausee gehoben und zu Reparatur- und Wartungsarbeiten ins Tal nach Schruns gebracht. Als „Winterquartier“ diente ein ehemaliger Lokomotivschuppen. Das Zu-Wasser-Lassen (Ende Juni) und Ans-Land-Ziehen im Herbst geschah dabei mit Hilfe einer Slipanlage im Querstapellauf. Mit einer speziellen Sattelzugmaschine wurde der Bootstrailer vom Stausee über die Silvretta-Hochalpenstraße ins Tal und dann nach Schruns gebracht. Am dortigen Güterbahnhof der Montafonerbahn AG, der ehemaligen Umladestelle der 1961 stillgelegten Bahnstrecke Tschagguns–Partenen, wurde die Silvretta auf den Schmalspurrollwagen Jaat 15 verladen und von der Lokomotive O&K 11950, Ex-Höhenbahn Trominier, auf den verbliebenen Gleisanlagen ins Heizhaus gezogen. Die Vermuntbahn oder die ältere Standseilbahn Trominier stand für diesen Zweck nie als Transportmittel zur Verfügung, da sich der Transport über die Silvretta-Hochalpenstraße einfacher gestaltete.
Im Sommerhalbjahr erfolgte der kostenpflichtige Linienverkehr auf dem Silvretta-Stausee als rund 20-minütige Schiffsrundfahrt, mit Zustieg an der Anlegestelle „Silvretta-Beach“, einem Steg am Sandstrand unterhalb des Restaurants „Silvrettasee“. Der Rundkurs auf dem Silvrettasee hatte etwa sechs Kilometer Länge. Es war aber auch ein Übersetzen zur Anlegestelle „Wiesbadener Hütte“ am anderen Ende des Stausees möglich. Ein gut befestigter Wanderweg führt Wanderer in etwa zwei Stunden um den See. Der Linienverkehr ermöglichte es, eine Hälfte der Strecke mit dem Motorboot zu fahren und die andere Hälfte zu gehen. Die Bootsrundfahrt bot Gelegenheit, die Bergwelt der Silvrettagruppe mit dem Piz Buin (3312 m ü. A.), Vorarlbergs höchstem Berg, aus einer etwas anderen Perspektive zu entdecken.

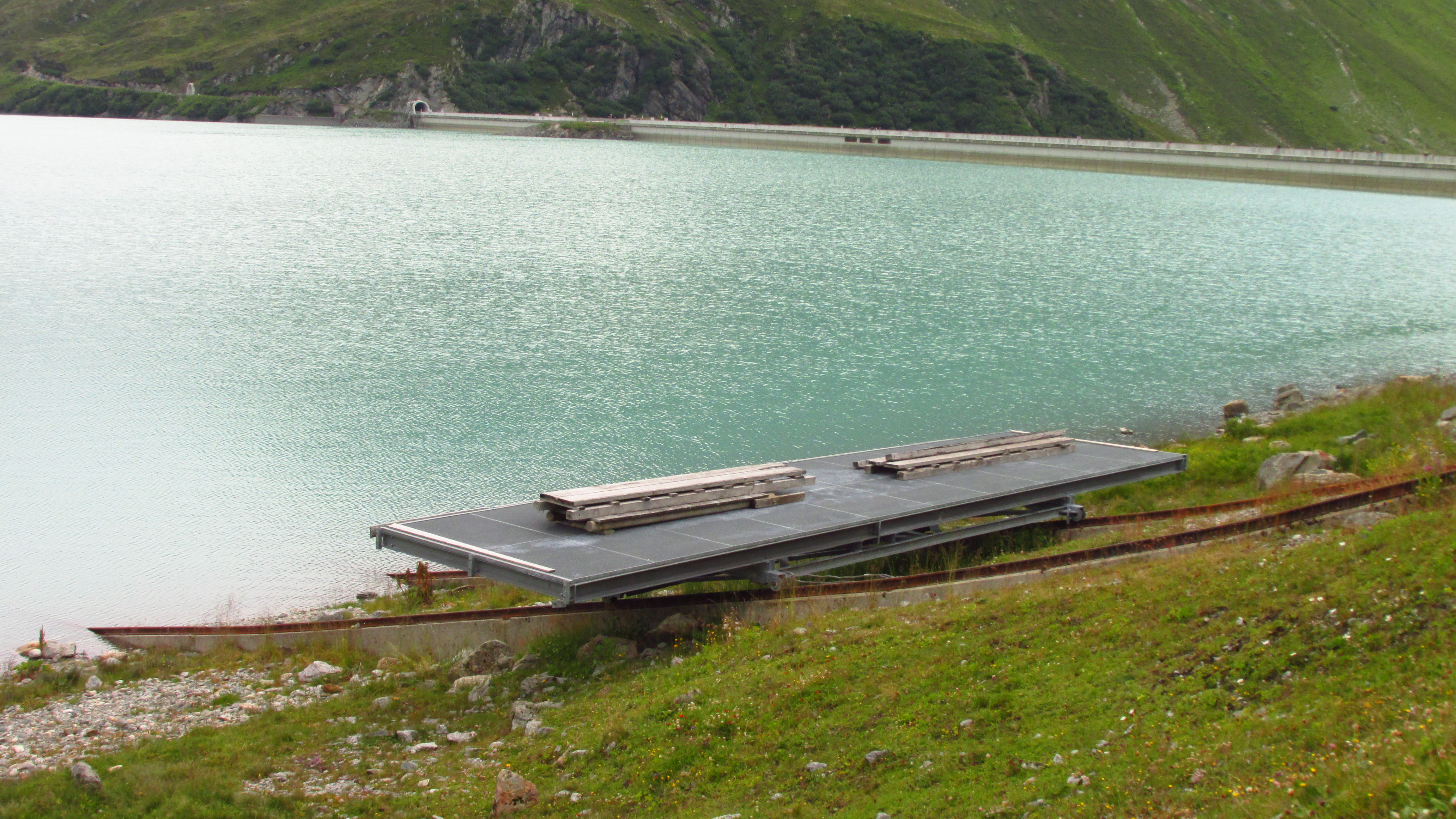
Slipanlage an der Bielerhöhe, mit der die "Silvretta" früher zu Saisonbeginn zu Wasser gelassen und im Herbst an Land gezogen wurde.

Wegen eines technischen Defektes ist das Motorboot Silvretta seit Sommer 2011 außer Betrieb (Stand August 2016). Seitdem war es dem Betreiber nicht möglich, das Motorboot wieder in Betrieb zu nehmen.

## Technische Beschreibung
Die Silvretta war ein holländisches Grachtenboot. Das Dach war komplett verglast. Der Motor des Motorboots Silvretta wurde 1985 wegen eines Defektes getauscht. Ursprünglich war 1962 ein Viertakt-Dieselmotor eingebaut worden. Er kam von Ford nach einer Lizenz des amerikanischen Herstellers Hercules, hatte sechs Zylinder und leistete 71 kW (96 PS) auf Meereshöhe und 56 kW (76 PS) auf 2.000 Meter Höhe. Der Innenbordmotor wirkte über ein hydraulisches Schiffswendegetriebe des Herstellers Warner Gear VEGE mit einer Drehzahluntersetzung 2:1 auf einen dreiflügeligen Festpropeller mit einem Durchmesser von 600 Millimetern und einer Steigung von 630 Millimetern. Die Schiffsschraube stammte von Lips in Drunen (Niederlande). Hinter der Schraube lag das Heckruderblatt.